# Interestatal 68
La Interestatal 68 (I-68) es una carretera Interestatal de 181,7 km (112,9 millas ), que recorre los estados de EE. UU. de Virginia Occidental y Maryland, conectando la Interestatal 79 de Morgantown a la Interestatal 70 en Hancock. I-68 es también el Corredor E del Sistema de Desarrollo de Autopistas en los Apalaches. Entre 1965 y 1991, cuando la autopista fue completada, se la denominaba  U.S. Route 48. En Maryland, la carretera es conocida como la Autopista Nacional, en homenaje a la Carretera Nacional histórica;  la  I-68 cruza en paralelo  entre Keysers Ridge y Hancock. La autopista principalmente abarca áreas rurales y cruza numerosas montañas a lo largo de su ruta.

## Historia

### Predecesores
Con anterioridad a la construcción de la autopista de Morgantown a Hancock, varias rutas diferentes llevaban el tráfico a través de la región. La ruta de Virginia Occidental 73 extendida de Bridgeport a Bruceton Mills, siendo las regiones ahora servidas por la Interestatal 79 (de Bridgeport a Morgantown) y la Interestatal 68 (de Morgantown a Bruceton Mills). Después de que la I-68 estuvo completado en Virginia Occidental, la señal de WV 73 fue eliminado. Porciones de la antigua carretera todavía existen como las rutas de Condado 73, 73/73, y 857. Entre la salida 10 de la I-68 en Cheat Lake y la salida 15 en Coopers Rock, la I-68 era en gran parte construida directamente sobre el viejo pavimento de la WV 73.

### Efectos en las regiones circundantes

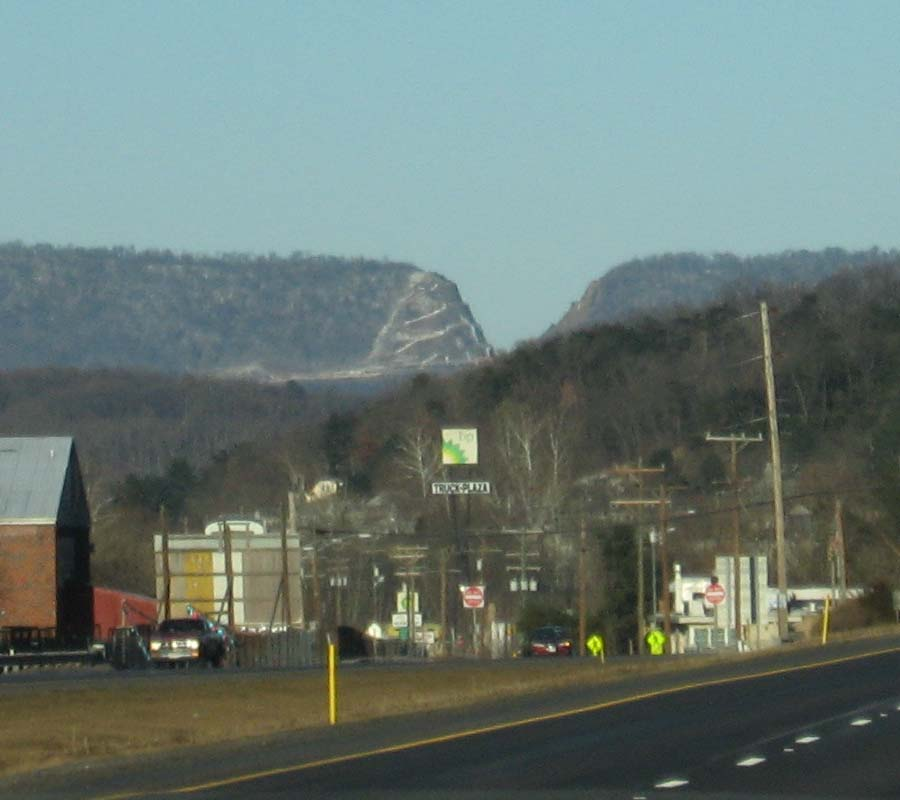
El corte de Sideling Hill, fotografiado desde la Interestatal 70 al este de la montaña

Uno de los argumentos a favor de la construcción de la I-68 era que la autopista mejoraría las condiciones económicas en el pobre Maryland occidental. La economía del área circundante ha mejorado desde la construcción de la autopista, especialmente en Garrett County, donde la autopista abrió el condado al turismo de Washington y Baltimore. Correspondientemente, Garrett County vio un aumento agudo de la población y la ocupación durante y después de la construcción de la carretera, con el empleo aumentando de 8868 en 1976 a 15 334 en 1991. Aun así, las dificultades económicas aún se pueden sentir en Allegany y Garrett County. Había preocupaciones sobre la pérdida de clientes a negocios que ha sido cortados fuera de la carretera principal debido a la construcción de la alineación nueva en el 1980, concluyendo en protestas cuando el entonces Gobernador Harry Hughes visitó Sideling Hill cuándo fue inaugurado.

## Descripción de la ruta
La I-68 abarca 181,2 km (112,6 millas)—130,5 km (81,1 millas) en Maryland y 50,7 km (31,5 millas) en Virginia Occidental, conectando con la I-79 en Morgantown, Virginia Occidental a la I-70 en Hancock, Maryland, a través de las Montañas Apalaches. Las ciudades de control—las ciudades oficialmente escogidas para ser los destinos mostrados encima de las señales de guía—para la I-68 es Morgantown, Cumberland, y Hancock. I-68 es la ruta principal que conecta Maryland occidental al resto de Maryland. La I-68 es anunciada a los conductores en la I-70 como una  "ruta alternativa a Ohio ".